# Buck Brannaman
Buck Branamman est né le 29 janvier 1962  à Sheboygan dans le Wisconsin. Il est connu pour avoir inspiré le roman de Nicholas Evans, L'Homme qui murmurait à l'oreille des chevaux. Il a également participé en tant que consultant technique sur le tournage du film du même nom.
C'est en assistant à une démonstration publique donnée par Ray Hunt qu'il commence à s'intéresser aux méthodes des « nouveaux maîtres ». Il apprendra également des frères Dorrance.Aujourd'hui, Buck Brannaman est ce que les médias appellent un « chuchoteur » : une personne qui éduque, rééduque, débourre et dresse les chevaux en utilisant leur manière de penser et en comprenant leur nature. Un film documentaire, Buck lui est consacré en 2011.

## Vie et carrière
Buck Branamman est né le 29 janvier 1962  à Sheboygan dans le Wisconsin, et a été élevé dans le Montana et l'Idaho. Il a été pendant plusieurs années un disciple de Ray Hunt, un des fondateurs du mouvement de la « Relation homme-cheval naturelle », un mouvement qui prône une relation entre cheval et cavalier basée sur la confiance.

Branamman a eu une enfance difficile : son père a souvent été violent envers lui et son frère. À la suite du décès de leur mère, ils ont tous deux dû vivre quelques années dans une famille d'accueil avec quatorze autres garçons. Il a écrit un jour : 

« Je fais de l'équitation depuis que j'ai douze ans, et j'ai été mordu, botté, jeté par terre et piétiné. J'ai essayé toutes les méthodes physiques pour contenir mon cheval dans un effort pour me garder en vie. J'ai commencé à réaliser que les choses allaient devenir beaucoup plus faciles pour moi une fois que j'aurais compris pourquoi un cheval fait ce qu'il fait. »

 Il a plus tard utilisé ces expériences dans sa carrière d’entraîneur de chevaux, voyant dans chaque animal difficile la même peur et les mêmes réactions hostiles que celles qu'il a ressenties pendant son enfance :

« Les chevaux abusés sont comme les enfants abusés. Ils ne croient personne, à part le pire. Mais patience, leadership, compassion et fermeté peuvent les aider à aller au-delà de leur passé. »

 Il est aussi incroyablement bon au lancer de corde et il a démontré ses habiletés souvent à la télévision avec son frère, alors qu'il n'avait que six ans. Pour ses prouesses, Buck a deux citations dans le Livre des Records Mondiaux. Même s'il a dit : « Mon père nous a donné le choix entre s'entraîner au lancer de cordes ou être fouetté », il reste fier de ses prouesses et fait encore souvent des compétitions, pour rester en contact avec la tradition cowboys Vaqueros, originaire de l'ouest américain.
Il tient souvent des conférences pour des personnes qui ne pratiquent pas forcément l'équitation, usant fréquemment des liens entre les chevaux maltraités et les enfants abusés.
Aujourd'hui, Branamman est professeur d'équitation et voyage aux États-Unis de ranch en ranch, afin d'enseigner comment établir une relation de confiance avec son cheval .Il vit avec sa femme,Mary, et ses trois filles  dans un ranch à Sheridan, Wyoming.